# Bulldogg (hundrastyp)
 Bulldogg är en hundrastyp av molossertyp.

## Ingående hundraser
- Engelsk bulldogg
- Fransk bulldogg
- American Bulldog
- Buldogue campeiro
- Buldogue serrano
- Ca de bou (Perro dogo mallorquin)
- Olde English Bulldogge
- Olde english bulldogge brasileiro